# 10297 Lynnejones
10297 Lynnejones è un asteroide della fascia principale. Scoperto nel 1988, presenta un'orbita caratterizzata da un semiasse maggiore pari a 2,5819097 UA e da un'eccentricità di 0,0682116, inclinata di 14,43754° rispetto all'eclittica.